# اليسا ريد
اليسا ريد (15 مارس 1993 -) هي مغنية كندية. 

## حياتها
- ولدت في الاثنين 15 مارس- 1993 في إدمونتون بمقاطعة ألبرتا ونشأت في برامبتون (أونتاريو) بمقاطعة أونتاريو.
- أشهر الاغانية (وحيدة مرة أخرى ) Alone Again (Alyssa Reid song)(الون ايغين) قامت بإصدار أغنية مفردة باسم running guns رننانغ غنز.

## وصلات خارجية
- اليسا ريد على موقع IMDb (الإنجليزية)
- اليسا ريد على موقع ميوزك برينز (الإنجليزية)
- اليسا ريد على موقع ديسكوغز (الإنجليزية)